# Abies lasiocarpa var. arizonica
Abies lasiocarpa var. arizonica (Merriam) Lemmon, 1898, è una varietà naturale di A. lasiocarpa appartenente alla famiglia delle Pinaceae, endemica delle zone montane degli stati di Arizona, Colorado e Nuovo Messico, negli Stati Uniti.

## Etimologia
Il nome generico Abies, utilizzato già dai latini, potrebbe, secondo un'interpretazione etimologica, derivare dalla parola greca ἄβιος = longevo. Il nome specifico lasiocarpa deriva dalle radici greche λαιοϛ = lanoso, pubescente e καρποϛ= frutto, riferendosi alla pubescenza tipica degli strobili. L'epiteto arizonica fa riferimento allo stato americano, l'Arizona, dove questa varietà è stata descritta per la prima volta.

## Descrizione
Questa varietà differisce da A. lasiocarpa per la corteccia più spessa, solcata e rugosa, che ricorda quella della quercia da sughero (il motivo del nome comune in inglese).

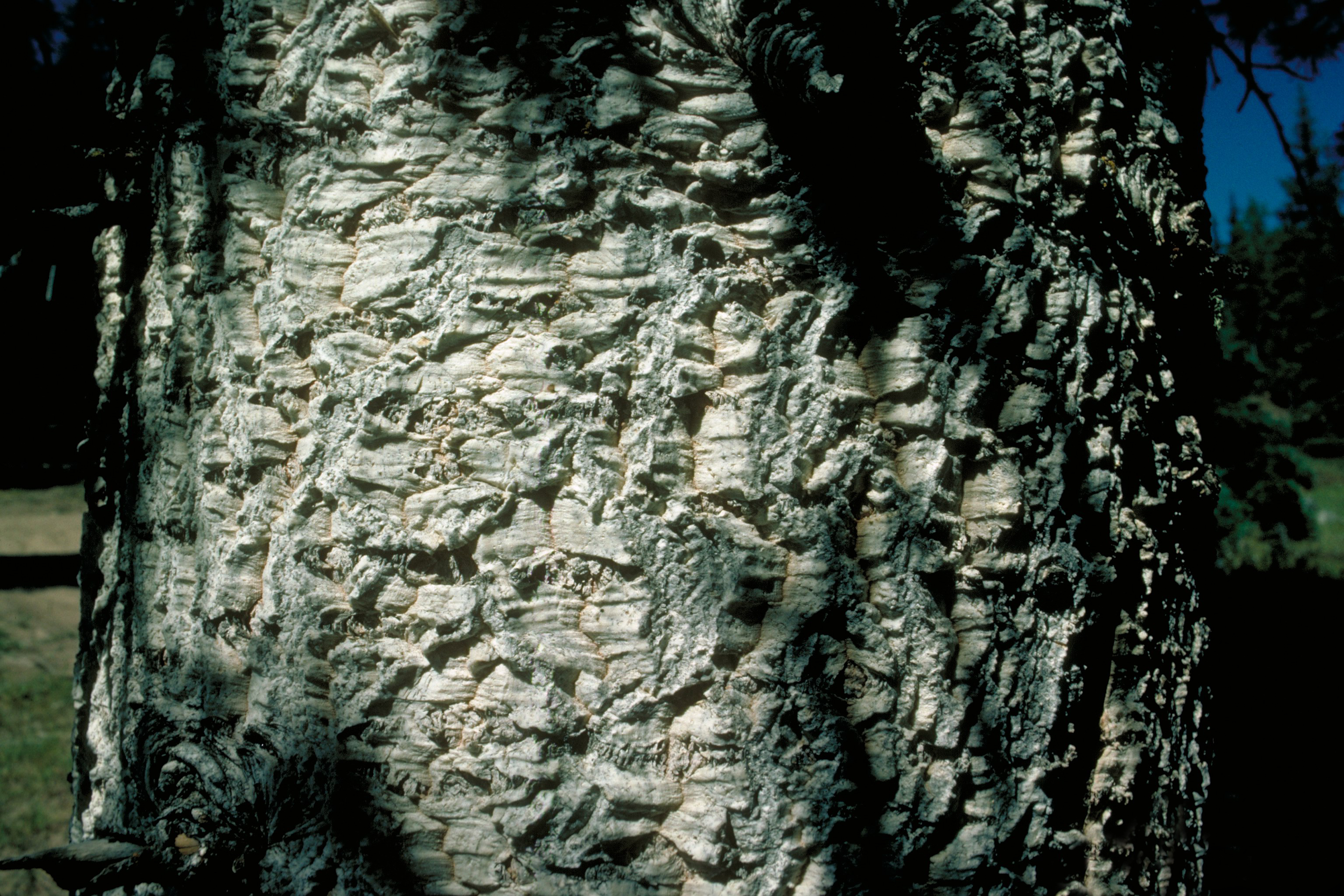
Corteccia

## Distribuzione e habitat
Vegeta a quote montane comprese tra 2400 e 3650 m in foreste pure o in associazione con Picea engelmannii, Pinus aristata e Pinus flexilis.

## Tassonomia
La classificazione di questo taxon è molto controversa: in Flora of North America Vol. 2 (1993) vengono distinte due specie, A. lasiocarpa e A. bifolia (alla quale farebbe riferimento anche la varietà arizonica qui descritta), sulla base di studi sui terpeni contenuti nel legno e nelle foglie delle diverse varietà, che risultano essere assai differenti (Adams et al., 2011). In ogni caso sia le differenze morfologiche che quelle genetiche risultano molto leggere, tali da complicare la classificazione e la descrizione degli abeti delle Montagne Rocciose.

### Sinonimi
Sono riportati i seguenti sinonimi:
- Abies arizonica Merriam
- Abies bifolia var. arizonica (Merriam) O'Kane & K.D.Heil
- Abies lasiocarpa subsp. arizonica (Merriam) A.E.Murray
- Pinus beissneri Voss